# Bacuri
Bacuri är en kommun i Brasilien.   Den ligger i delstaten Maranhão, i den nordöstra delen av landet, 1 600 km norr om huvudstaden Brasília. Antalet invånare är 16 626.
I omgivningarna runt Bacuri växer i huvudsak städsegrön lövskog. Runt Bacuri är det glesbefolkat, med 20 invånare per kvadratkilometer.